# Cratere Orontius

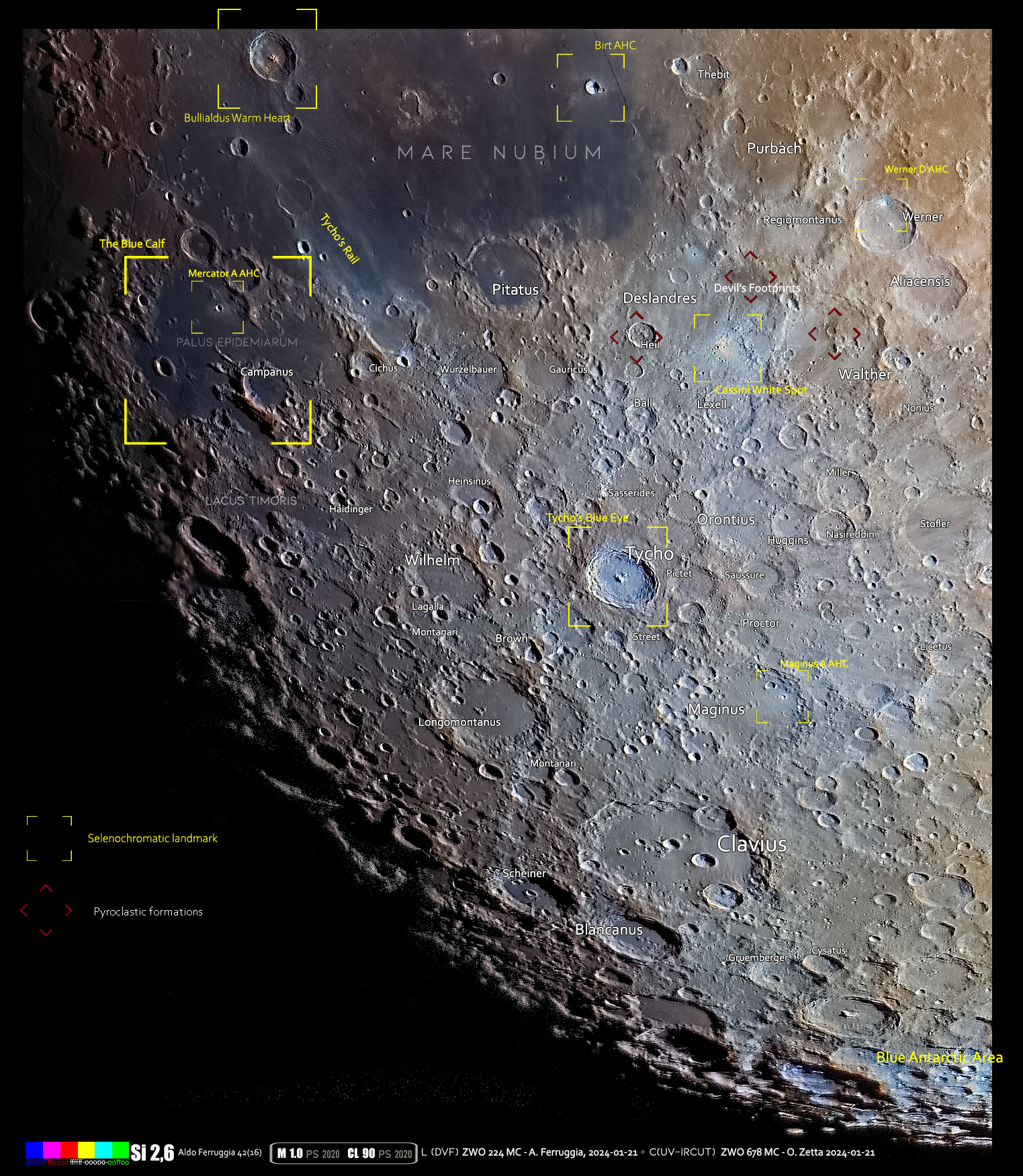
Area del cratere in formato selenocromatico

Orontius  è un cratere lunare da impatto intitolato al matematico e cartografo francese Oronce Finé che si trova sulle alture fortemente craterizzate della regione meridionale dell'emisfero lunare rivolto verso la Terra (faccia visibile). Orontius è posto a nord-ovest del cospicuo cratere Tycho ed a sud-est del grande cratere Deslandres. Alla parte orientale di questo cratere è sovrapposto il più piccolo cratere Huggins, che, a sua volta, è parzialmente coperto dall'ancora minore cratere Nasireddin: il gruppo di tre formazioni si presenta come un trio di crateri parzialmente sovrapposti, di dimensioni decrescenti. Il cratere Saussure è adiacente al margine meridionale di Orontius, mentre a ovest, nella direzione di Tycho, si trova il cratere Pictet.
Il margine di Orontius è eroso e tormentato, ed è coperto da numerosi crateri. Una coppia di impatti, verso ovest, si estendono verso l'interno, producendo degli ingrossamenti del bordo. Del margine esterno vi sono solo sporadiche zone a minore erosione, in particolare nelle zone a sud ed a sud-ovest.
La metà sudorientale del pianoro interno rimane poco modificata, è pianeggiante e presenta solo pochi impatti minori. Nella zona settentrionale, la formazione Orontius F si presenta come un ovale distorto, di aspetto craterico.

## Crateri correlati
Alcuni crateri minori situati in prossimità di Orontius sono convenzionalmente identificati, sulle mappe lunari, attraverso una lettera associata al nome.
| Orontius | Latitudine | Longitudine | Diametro |
| -------- | ---------- | ----------- | -------- |
| A        | 39,1° S    | 2,6° W      | 7 km     |
| B        | 40,0° S    | 3,1° W      | 10 km    |
| C        | 37,9° S    | 4,1° W      | 15 km    |
| D        | 39,4° S    | 6,2° W      | 15 km    |
| E        | 39,5° S    | 4,8° W      | 6 km     |
| F        | 39,1° S    | 3,9° W      | 41 km    |